# Надежда (скульптура Донателло)

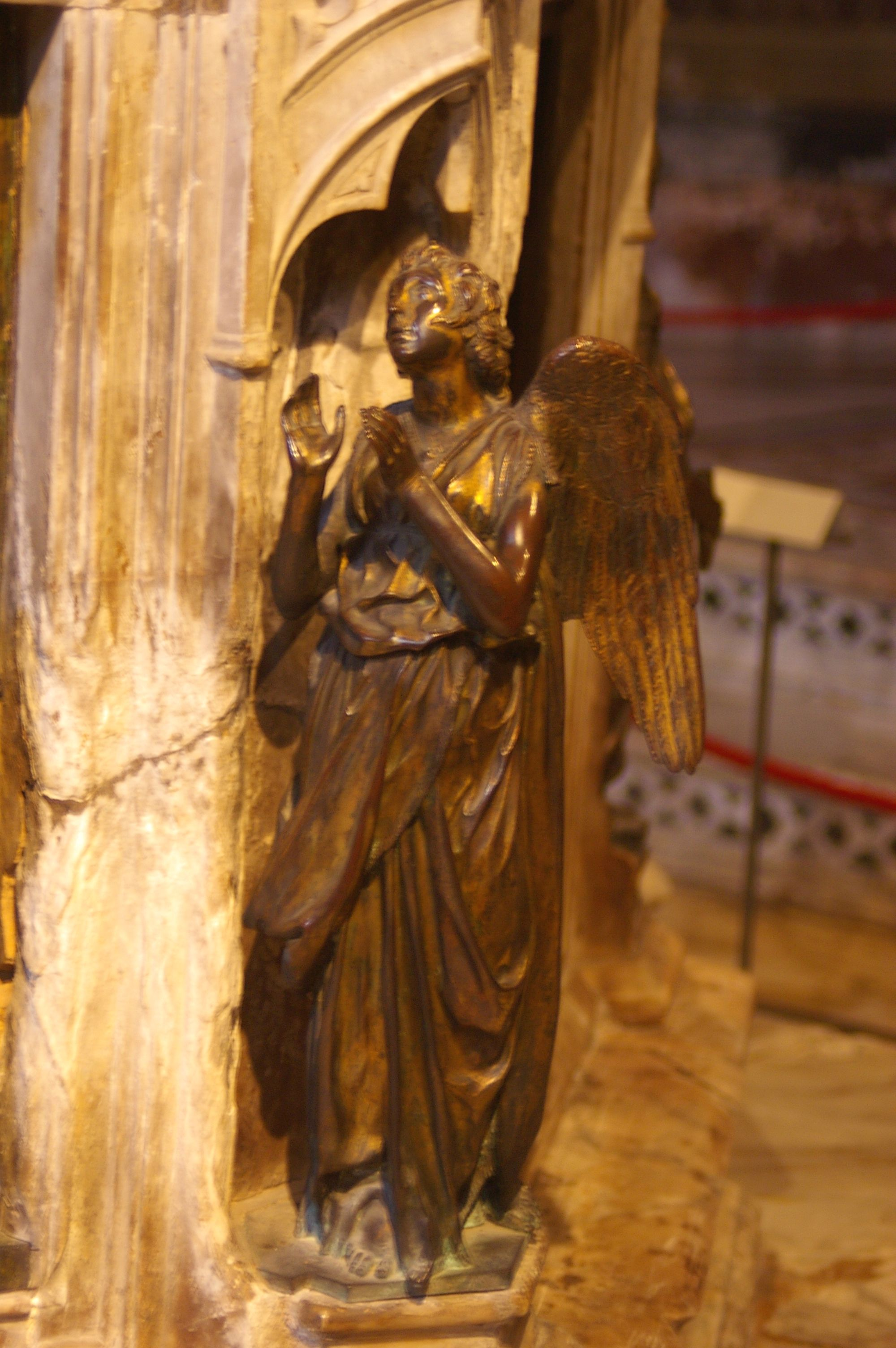
La Esperanza

Надежда — скульптура Донателло из позолоченной бронзы. Высота — 52 см. Вместе с «Пиром Ирода» украшает Сиенский баптистерий.
Две скульптуры — Надежда и Вера были заказаны в 1427 году, а завершены в 1429 году. Скульптору Донателло помогали Джованни ди Турино и Горо ди Сер Нероччо.
Донателло описывал скульптуру как ангела, обращённого руками и глазами к Богу.